# Aki-Matilda Høegh-Dam
Aki-Matilda Tilia Ditte Høegh-Dam, née le 17 octobre 1996, est une femme politique dano-groenlandaise.
Elle siège depuis 2019 au Folketing et en est le plus jeune membre à son élection à l'âge de 22 ans,.

## Jeunesse
Née le 17 octobre 1996 à Hillerød, Aki-Matilda Tilia Ditte Høegh-Dam est la fille de Kim Høegh-Dam, pêcheur et marin, et de Bitten Høegh-Dam, institutrice. Cadette de la famille, elle a deux frères et deux demi-sœurs du côté de son père. Elle est à moitié danoise et à moitié groenlandaise avec deux grands-parents danois et deux grands-parents ethniquement groenlandais. Elle grandit à Sisimiut, sur la côte ouest du Groenland. À l'âge de quinze ans, alors qu'elle est volontaire au Nakuusa, un projet de l'UNICEF en faveur des enfants groenlandais, elle effectue un voyage le long de la côte du Groenland au cours duquel elle discute de politique avec une amie. Elle décide alors de rejoindre le Siumut, un parti politique social-démocrate. Après avoir rejoint l'organisation de jeunesse du parti, son intérêt pour la politique continue de croître,.
Au terme de ses études secondaires, elle commence en 2014 des études de sciences politiques à l'université de Copenhague et obtient son diplôme en 2019. En 2015, elle participe au concours de Miss Danemark. Bien qu'elle termine à la sixième place, l'événement contribue largement à attirer l'attention sur elle au Groenland,.

## Carrière politique
Lors des élections générales danoises du 5 juin 2019, Høegh-Dam est l'un des deux Groenlandais qui réussit à devenir député au Folketing. Exprimant son soutien ferme à Mette Frederiksen, cheffe des sociaux-démocrates, elle fait campagne en argumentant que le Danemark devrait davantage assumer ses responsabilités envers les Groenlandais. Elle soutient également l’indépendance du Groenland.
Lors d'un débat parlementaire le 3 octobre 2024, le président du Folketing, Søren Gade, demande à Høegh-Dam de quitter la tribune après avoir enfreint le protocole du Folketing en prononçant un discours de huit minutes en groenlandais, plutôt qu'en danois, expliquant la position politique de Siumut sur les violations des droits de l'homme, y compris le scandale de la spirale. Bien qu'elle ait distribué des traductions écrites en danois à d'autres législateurs au préalable, la convention veut que les discours soient prononcés en danois ou traduits en danois immédiatement après,.
Le 7 février 2025, Høegh-Dam annonce qu'elle quitte le Siumut, en raison de son opinion selon laquelle la direction du Siumut et le président Erik Jensen n'avaient pas suffisamment insisté sur la question de l'indépendance du Groenland. Elle rejoint ensuite le parti Naleraq le 10 février 2025 et annonce qu'elle se présentera pour le parti aux élections législatives groenlandaises du 11 mars,. Elle est élue lors du scrutin, et siège alors simultanément aux parlements danois et groenlandais.